# Adelophycus
Adelophycus, monotipski rod crvenih algi iz porodice Nemastomataceae. Jedina je vrsta A. corneus, morska alga uz obale Južne Australije.

## Sinonimi
- Chaetangium corneum J.Agardh 1899, bazionim
- Adelophyton corneum (J.Agardh) Kraft 1975
- Nothogenia cornea (J.Agardh) P.G.Parkinson 1983